# Dwarves
I Dwarves sono un gruppo punk formatosi a Chicago, Illinois nel 1985, originariamente con il nome The Suburban Nightmare.

## Storia del gruppo
Il cantante Blag Dahlia (Paul Cafaro) ed il chitarrista He Who Cannot Be Named sono da sempre i componenti principali del gruppo. Attorno a loro si sono avvicendati una serie di musicisti identificati quasi sempre da un nomignolo. Attualmente la formazione comprende Fresh Prince of Darkness, Wreck Tom e Clint Torres. Rex Everything (nomignolo di Nick Oliveri) collabora da tempo con il gruppo, compare in alcuni degli album e in qualche concerto. Tra gli ex componenti citiamo Thrusty Otis, Crash Landin, Chip Fracture, Dutch Ovens, e Vadge Moore.
Il suono del gruppo è passato dall'hardcore punk degli esordi ad un più "morbido" pop punk negli ultimi anni. Per un periodo sono stati accostati anche al fenomeno grunge.
Oltre a testi espliciti (sesso e droga i temi principali), le esibizioni dal vivo del gruppo si caratterizzano per la tendenza di alcuni componenti ad esibirsi nudi. Anche le copertine degli album mostrano in alcuni casi corpi nudi. Nel 1992 la Sub Pop li scarica per aver organizzato la morte apparente del chitarrista He Who Cannot Be Named.
Nel 2006 il cantante Blag Dahlia ha partecipato alla creazione di un album di cover dei Ramones per bambini, Brats on the Beat, suonando la canzone Rockaway Beach.

## Formazione

### Formazione attuale
- Blag Dahlia
- He Who Cannot Be Named
- Fresh Prince of Darkness
- Gregory Pecker
- Andy Christ

### Ex componenti
- Salt Peter
- Thrusty Otis
- Wreck Tom
- Clint Torres
- Crash Landon
- Chip Fracture
- Dutch Ovens
- Vadge Moore
- Rex Everything

## Discografia

### Album in studio
- 1986 - Horror Stories
- 1988 - Toolin' for a Warm Teabag
- 1990 - Blood Guts & Pussy
- 1991 - Lucifer's Crank
- 1991 - Thank Heaven for Little Girls
- 1993 - Sugarfix
- 1997 - The Dwarves Are Young and Good Looking
- 1999 - Lick It
- 2000 - The Dwarves Come Clean
- 2001 - How to Win Friends and Influence People
- 2004 - The Dwarves Must Die
- 2011 - The Dwarves Are Born Again

### Compilation
- 1999 - Free Cocaine
- 2005 - Greedy Boot 1

## DVD
- 2004 - Fuck You Up and Get Live
- 2006 - FEFU